# Основание Мельбурна

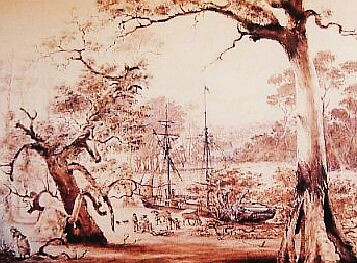
Шхуна Enterprize на месте будущего Мельбурна

Австралийский город Мельбурн был основан в 1835 году. Точные обстоятельства основания Мельбурна и имена основателей на протяжении многих лет остаются предметом споров.

## Разведка
Юго-восточное побережье Австралийского континента являлось предметом изучения нескольких экспедиций, в основном стартовавших из Сиднея. В 1797 Джордж Басс открыл Бассов пролив — проход между материковой Австралией и Землёй Ван-Димена (Тасманией); Басс двигался на корабле на запад до залива Вестерн-Порт. В 1800 году юго-восток Австралии исследовал Джеймс Грант. В 1802 году Джон Муррей на HMS Lady Nelson стал первым документально подтверждённым европейцем, вошедшим в залив Порт-Филлип, однако он не достиг северной оконечности залива. За ним вскоре последовал Мэтью Флиндерс. В январе 1803 Чарльз Роббинс и Чарльз Граймс на шхуне Cumberland обошли весь залив и обнаружили устье Ярры, по которой поднялись вплоть до водопада Дайтс в районе современного Коллингвуда. В октябре 1803 года колония осуждённых была основана на Салливан-Бэй у пролива, соединяющего Порт-Филлип с Бассовым проливом, но в январе 1804 года поселение было заброшено, а его жители переправлены на Тасманию.
В декабре 1824 года к северу от нынешнего Мельбурна прошла экспедиция Хьюма и Ховелла, достигшая Порт-Филлип у Корио-Бэй. За исключением побега осужденного Уильяма Бакли других документально зафиксированных случаев посещения европейцами данной территории между 1804 и 1835 годами не зафиксировано.

## Поселение
В 1834 году Эдвард Генти и его братья основали первое постоянное поселение в Виктории у Портлендского залива.
Когда вести о действиях Генти достигли Лонсестона, Джон Бэтмен с группой инвесторов основал Ассоциацию Порт-Филлип. Компания объединила тасманийских банкиров, скотоводов и бывших служащий Ост-Индской компании, желавших обосноваться у залива. В апреле 1835 Бэтмен нанял шлюп Rebecca, пересёк Бассов пролив, прошёл залив Порт-Филлип и добрался до устья Ярры. Он исследовал обширные площади, в настоящее время ставшие северным пригородом Мельбурна и поднялся на гору Короройт. Земли, которые он объездил, были в основном безлесными, покрытыми густыми зарослями кенгуровой травы (Themeda triandra). Бэтмен писал: «Земля лучшего вида, не сравнимая с любой другой… самые красивые пастбища овец, которые я когда-либо видел».

## Договор Бэтмена

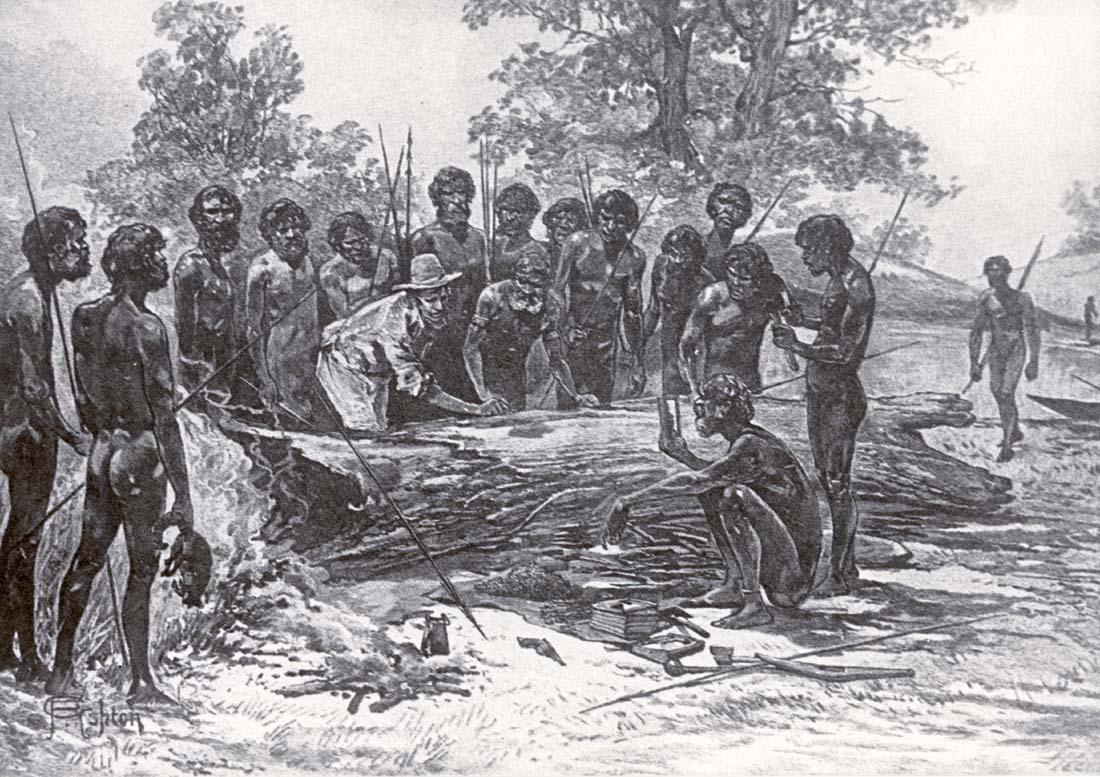
Подписание договора Бэтмена (неизвестный художник 1880-х годов)

6 июня 1835 года Бэтмен записал в своем дневнике, что он заключил договор с местным племенем вурунджери. По договору Бэтмен приобретает 2000 км² земель вдоль рекиЯрра и ещё 400 км² на юго-западном побережье залива Порт-Филлип. В обмен он передаёт восьми «вождям», чьи отметки поставлены под договором, определённое количество одеял, ножей, томагавков, ножницы, зеркальцев, муки, носовых платков и рубашек.
По словам историка Ричарда Брума договор стал первым и единственный задокументированным случаем, когда европейцы договаривались о своём присутствии и приобретении земель аборигенов. Позднее он был отменён губернатором Нового Южного Уэльса Ричардом Бурком. Некоторые историки, в том числе Алистер Кэмпбелл, ставят под сомнение саму аутентичность документа. Вполне вероятно, что европейцы интерпретировали переговоры как покупку земли, в то время как аборигены считали, что проводя церемонии гостеприимства, после которой чужакам дозволяется временный доступ на их земли.
После этих событий Бэтмен отправился вверх по Ярре на лодке. 8 июня он написал в своем дневнике: «Итак, лодка пошла вверх по большой реке… и… я рад сообщить, что после примерно шести миль вода в реке хороша и глубока. Здесь отличное место для поселения». Последнее предложение позже стала известно как «заявление об основании» Мельбурна, но не понятно, имел ли Бэтмен в виду Ярру или её приток Мэрибернонг. Карта, которую впоследствии нарисовал Бэтмен, не соответствует реальной географии местности.

## Переселенцы с Тасмании
Бэтмен вернулся в Лонсестон и начал готовить большую экспедицию с целью основать поселение на Ярре. В то же время, после известий об успехе Генти, бурную деятельность развил Джон Паскоу Фокнер. Он купил корабль, шхуну Enterprize. Встретившись с Бэтменом, Фокмен уверял, что не собирается селиться на месте, открытом Бэтменом, хотя именно это и планировал. Шхуна отплыла 4 августа с колонистами на борту, однако сам Фокнер остался в городе, задержанный местным шерифом из-за многочисленных долгов.
Осмотрев местность, командовавший экспедицией Джон Ленси выбрал место для поселения. 30 августа 1835 года судно встало на якорь и начало разгрузку. Стоянка расположилась на северном берегу Ярры, примерно там, где в настоящее время находится парк Энтерпрайз.
Бэтмен покинул Лонсестон на борту судна Rebecca 20 июля, однако провёл несколько недель во временном лагере на полуострове Белларин в западной части залива Порт-Филлип, где сейчас располагается город Интендед-Хед. Здесь он к своему удивлению встретил англичанина, Уильяма Бакли, бывшего заключённого, сбежавшего из Сорренто в 1803 году и 30 лет жившего среди аборигенов. До Ярры Бэтмен добрался только 2 сентября, где к своей досаде обнаружил, что место уже занято.

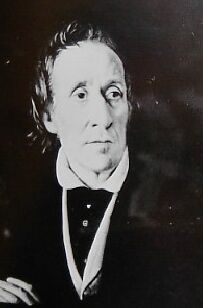
Джон Паскоу Фокнер

После напряженного противостояния обе группы колонистов решили, что земли хватит для всех. Фокнер прибыл 16 октября и согласился, что пора начинать межевание и не оспаривать, кто был первым. Это было в его интересах, поскольку вспышка насилия сделала бы менее вероятным признание поселения и прав на земли со стороны губернатора Бурка.

## Основание Мельбурна
Бэтмен и Фокнер вместе поселились в новом городе, который имел несколько предварительных названий, включая Бэтвиль (Batville), прежде чем в марте 1837 года получил официальное наименование Мельбурн в честь британского премьер-министра Лорда Мельбурна.
Бэтмен создал ферму на холме Бэтмена, в настоящее время занимаемом железнодорожной станцией Спенсер-стрит. Он был алкоголиком, болел сифилисом и умер в 1839 году в возрасте 38 лет.
В отличие от него, Фокнер прожил в колонии долгую и бурную жизнь. Он открыл в Мельбурне первую гостиницу на углу Уильям-стрит и Флиндерс-Лейн, в 1838 году основал первую городскую газету, Melbourne Advertiser. Ему принадлежали земли к северу от города, в Паскоу-Вейл. В 1851 году Фокнер был избран в первый законодательный совет района Порт-Филлип, в 1856 году стал депутатом первого парламента самоуправляемой колонии Виктория. Он нажил себе множество врагов как в Мельбурне, так и в Лонсестоне, прежде чем скончаться в 1869 году в возрасте 77 лет.

## Споры об основателе
В поздние годы враги Фокнер взяли реванш, отдав честь основания «изумительного Мельбурна» Джону Бэтмен, давно умершему и благополучно забытому. Запись Бэтмена «Здесь отличное место для поселения» широко цитировалось в доказательство, что именно Бэтмен нашёл место для будущего города. В истории колонии 1856 года, написанной Джеймсом Бонвиком, Бэтмену отведено почётное место основателя, и вслед за ним такую же честь оказывает ему Генри Джайлс Тернер в «Истории колонии Виктория» 1904 года. В биографии Бэтмена 1979 года С. П. Бийо (C. P. Billot) снова называет его основателем Мельбурна.
Однако в 1985 году Бийо изменил своё мнение, прочитав бумаги Фокнера, хранящиеся в Государственная библиотека Виктории, и его дневник из Национальная библиотека Австралии. В книге The Life and Times of John Pascoe Fawkner Бийо соглашается, что город основал именно Фокнер, а Бэтмен собирался создать овцеводческую ферму, как до этого поступил Генти. Пристрастное изучение дневника Бэтмена показало, что он, вероятно, не был в районе будущего Мельбурна, и его карта слабо соответствует реальной местности. В книге John Batman and the Aborigines 1987 года Элистера Кэмбелла также подвергает сомнению репутацию Бэтмена, указывая, что его «договор» с аборигенами был, скорее, фиктивным, а кроме того и незаконным. Это означает, что истинным основателем Мельбурна является Джон Паскоу Фокнер, однако прямых доказательств этому нет. Тем не менее, Бэтмен также имеет право быть упомянутым в этом отношении.
В знак переоценки роли Бэтмена Бэтмен-Парк на северном берегу Ярры, где появилось первое поселение, в 1997 году был переименован в Энтерпрайз-Парк. В честь Бэтмена и Фокнер названо множество улиц, парков и других мест и достопримечательностей Мельбурна.
По утверждению Комитета Дня Мельбурна, капитан Джон Ленси высадился на берегу реки Ярра 30 августа 1835 года. Джон Ленси командовал шхуной Enterprize, принадлежавшей Фокнеру, и возглавлял экспедицию. Королевское историческое общество и Комитет для основания Мельбурна признаёт его в качестве европейца-основателя города. Среди первых поселенцев были строитель из Лонсестона Джордж Эванс и его слуга Эван Эванс; плотники Уильям Джексон и Роберт Хэй Марр; пахарь Карл Уайз; кузнец Джеймс Гилберт и его беременная жена Мэри Гилберт.